# Josip Jelačić
Josip Jelačić (niem. Joseph Jelačić von Bužim) (ur. 16 października 1801 w Petrovaradinie, zm. 20 maja 1859 w Zagrzebiu) – chorwacki hrabia i ban (1848–1859), generał artylerii Armii Cesarstwa Austriackiego, gubernator i generał komenderujący w Chorwacji i Slawonii, gubernator Rijeki, tłumił rewolucję w Wiedniu i powstanie węgierskie 1848–1849 (dowodził armią przeciwko Józefowi Bemowi).
13 marca 1849 został mianowany na stopień zbrojmistrza polnego.
Od 1851 do śmierci był szefem Węgierskiego Pułku Piechoty Nr 46.

## Odznaczenia
Odznaczenia Josipa Jelačića to między innymi:
- Krzyż Wielki Orderu Leopolda
- Komandor Orderu Marii Teresy
- Krzyż Zasługi Wojskowej
- Order Świętego Aleksandra Newskiego (Imperium Rosyjskie)
- Order Świętego Włodzimierza I klasy (Imperium Rosyjskie)
- Cesarski i Królewski Order Orła Białego (Imperium Rosyjskie)
- Order Świętej Anny I klasy (Imperium Rosyjskie)
- Krzyż Wielki Orderu Gwelfów (Hanower)
- Krzyż Wielki Orderu Ernestyńskiego (Saksonia)
- Krzyż Wielki Orderu Zasługi Cywilnej (Saksonia)
- Krzyż Wielki Świętego Konstantyńskiego Orderu Wojskowego Świętego Jerzego (Parma)
- Krzyż Wielki Orderu Świętego Grzegorza Wielkiego (Państwo Kościelne)